# Pyrausta lambomakandroalis
Pyrausta lambomakandroalis là một loài bướm đêm trong họ Crambidae.